# Prodoxidae
Los prodóxidos (Prodoxidae) son una familia primitiva de lepidópteros monotrisios. Son mariposas pequeñas, muchas vuelan durante el día. La mayoría son del hemisferio norte. El género Prodoxoides se encuentra en Sudamérica incluyendo la Argentina y Chile.
Se conocen alrededor de cien especies, pero estudios recientes indican que hay muchas otras especies aún no descriptas. Dentro de esta familia destacan las polillas de la yuca de los géneros Tegeticula y Parategeticula que tienen una extraordinaria relación con la yuca. Son los únicos polinizadores de esta planta. Las hembras depositan sus huevos en el ovario de la flor de yuca y después depositan polen en el estigma realizando su polinización y asegurando el futuro de sus crías que se alimentan de semillas de yuca.
El género Prodoxus no poliniza; las larvas se alimentan de las hojas y frutos de la yuca.

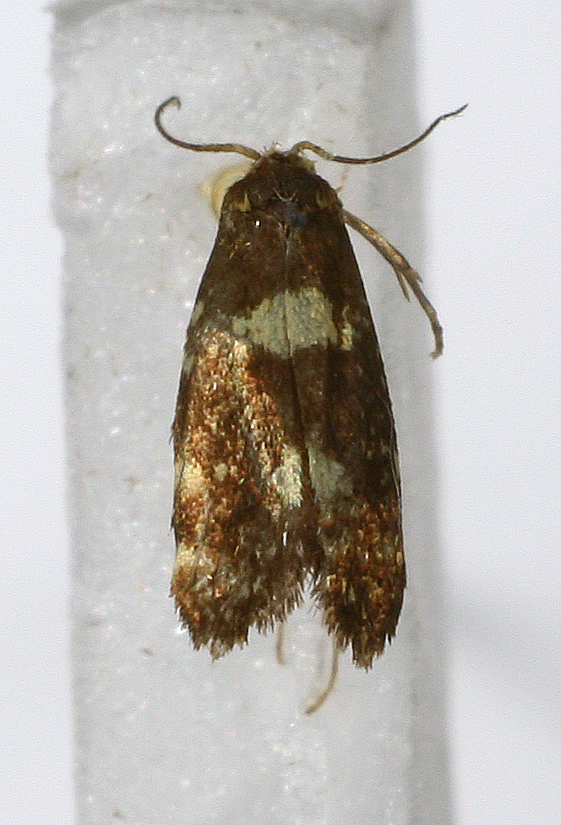
Lampronia corticella